# La Case de l'oncle Tom (film, 1910, O'Neil)
Pour les articles homonymes, voir La Case de l'oncle Tom (homonymie).
Pour plus de détails, voir Fiche technique et Distribution.
La Case de l'oncle Tom (Uncle Tom's Cabin) est un film muet américain réalisé par Barry O'Neil sorti en 1910. 
Ce film est une adaptation cinématographique du roman La Case de l'oncle Tom de Harriet Beecher Stowe, publié en 1852.

## Synopsis
L'Oncle Tom et Eliza sont tous deux esclaves de la même maison dans le Kentucky.

## Fiche technique
- Réalisateur : Barry O'Neil
- Scénario : d'après le roman de Harriet Beecher Stowe, La Case de l'oncle Tom
- Pays de production :  États-Unis
- Format : Muet, Noir et blanc
- Genre : Film dramatique
- Date de sortie : 
  - États-Unis : 26 juillet 1910

## Distribution
- Frank Hall Crane : Uncle Tom (as Frank H. Crane)
- Anna Rosemond : Eliza
- Marie Eline : Little Eva
- Grace Eline : Topsy

## Commentaires
- Il est possible que ce soit le 2e épisode d'une série de 3 dont le 1er serait Uncle Tom's Cabin (film, 1910, Blackton).